# Hrabstwo Wood (Wirginia Zachodnia)
Hrabstwo Wood (ang. Wood County) – hrabstwo w stanie Wirginia Zachodnia w Stanach Zjednoczonych. Obszar całkowity hrabstwa obejmuje powierzchnię 376,94 mil² (976,27 km²). Według szacunków United States Census Bureau w roku 2010 miało 86 956 mieszkańców.
Hrabstwo powstało w 1798 roku.

## Miasta
- North Hills
- Parkersburg
- Vienna
- Williamstown[4]

## CDP

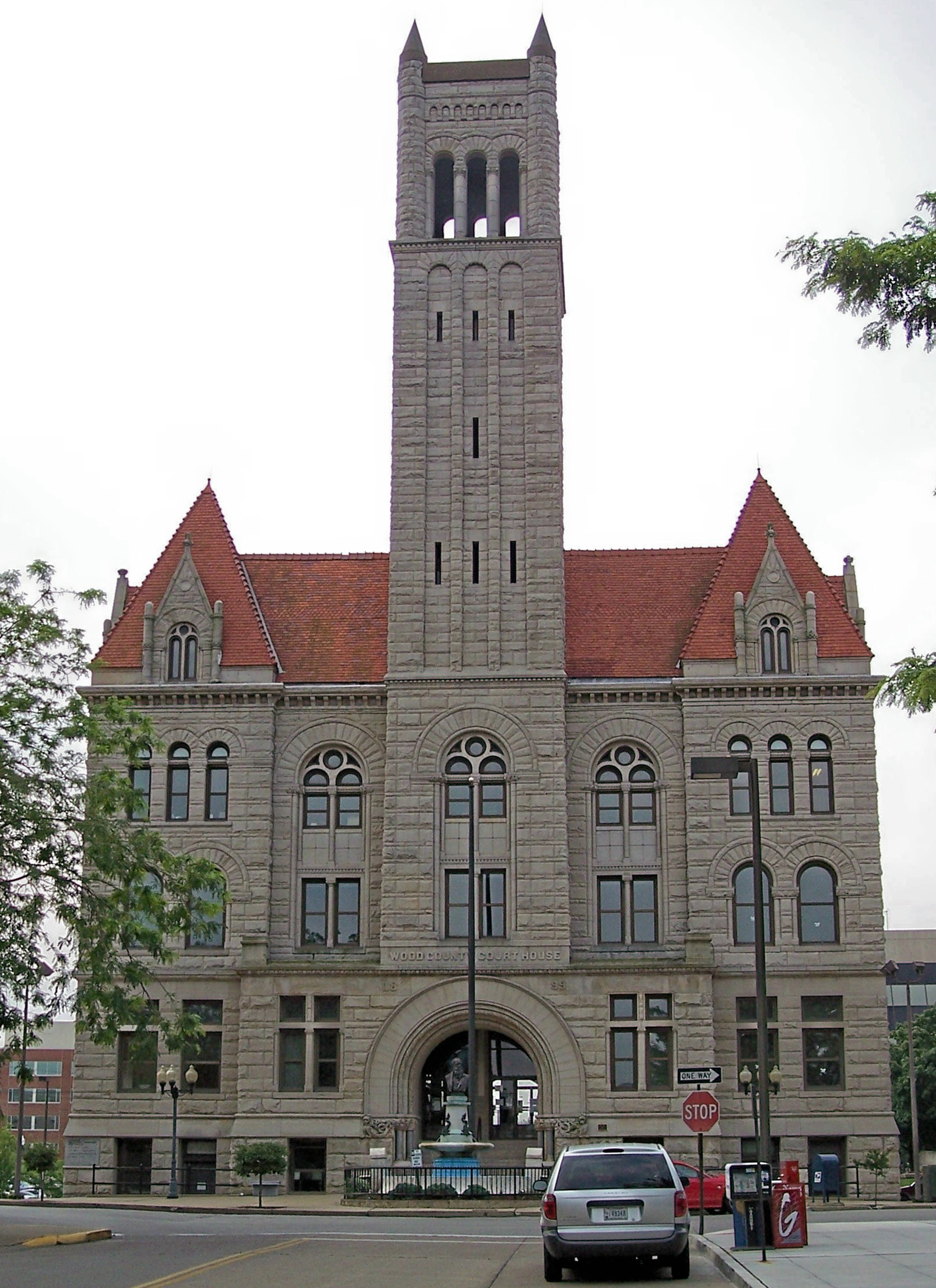
Budynek administracji (courthouse) w Parkersburg

- Blennerhassett
- Boaz
- Lubeck
- Mineralwells
- Washington
- Waverly[4]

| Populacja hrabstwa w poprzednich latach | Populacja hrabstwa w poprzednich latach |
| Rok                                     | Liczba ludności                         |
| --------------------------------------- | --------------------------------------- |
| 1980                                    | 92 064                                  |
| 1990                                    | 86 915                                  |
| 2000                                    | 87 986                                  |
| 2010                                    | 86 956                                  |